# Сомерсет (Квинсленд)
Со́мерсет (англ. Somerset) — историческая местность, резиденция для администрирования области Торресова пролива, а теперь — руины бывшей усадьбы (англ. homestead) Сомерсет, расположенной примерно в 35 км к северу от города Бамага на полуострове Кейп-Йорк в Квинсленде, Австралия.

## Предыстория
Вечером 23 сентября 1859 года во время плавания по маршруту из Гладстона в Индию на Большом Барьерном рифе около 16 км к северу от острова Рейн потерпело крушение английское торговое судно  «Sapphire» . Губернатор Квинсленда Джордж Боуэн в своем первом докладе о катастрофе Государственному секретарю по делам колоний отметил:
… создание небольшой станции на мысе Йорк или в другом месте в районе Торресова пролива, как убежища для экипажей из многочисленных судов, которые были утеряны в тех опасных плаваниях, возникает темой, заслуживающей рассмотрения правительством её Величества.
Оригинальный текст (англ.)...the establishment of a small station on Cape York, or elsewhere in the neighbourhood of Torres Straits, as a refuge for the crews of the numerous vessels which are lost in that dangerous navigation, appears a subject deserving the consideration of Her Majesty's Government. 
В конце 1862 года губернатор Боуэн в сопровождении коммодора Уильяма Бернетта, командующего ВМС королевы в Австралии и других лиц находился на полуострове Кейп-Йорк с обзором наиболее подходящих мест для создания небольшой станции, лучшим из которых признан остров Олбани. Название для будущего имперского поселения, «Сомерсет» , выбрано в честь Эдварда Сеймура, герцога Сомерсета (англ. Duke of Somerset), первого лорда Адмиралтейства. С будущим поселением связывали надежды на распространение телеграфной связи далеко на север и установление прямых контактов с населенными пунктами Торресова пролива, что позволит получать новости из Европы в очень короткие сроки.

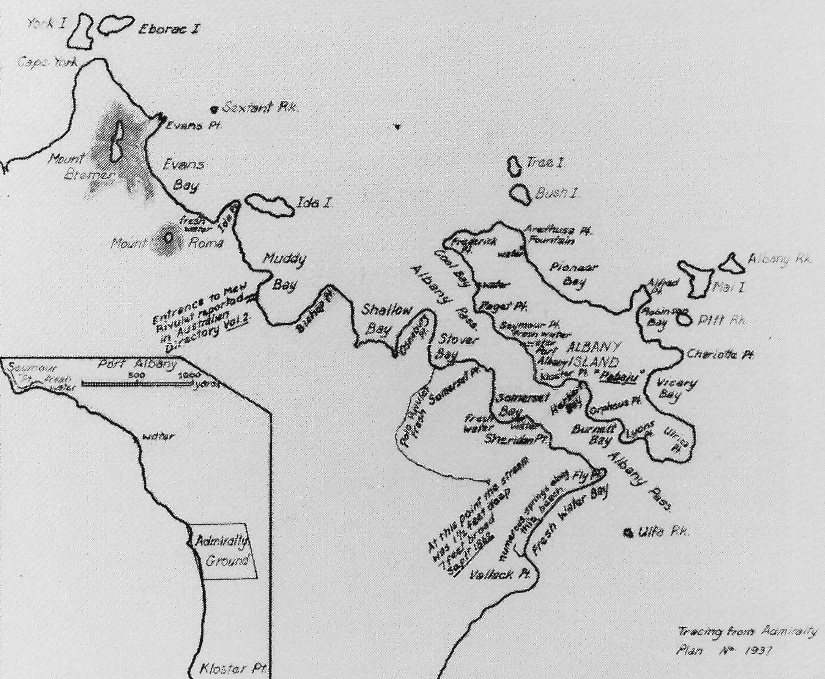
План расположения главного поселения на острове Олбани и поселения на материке напротив.
План № 1937 Адмиралтейства. 1862 год.

23 марта 1863 года Департамент земельных ресурсов и работ (англ. Department of Lands and Works) объявил «Тендер на правительственные здания, Сомерсет, Порт-Олбани».

## История

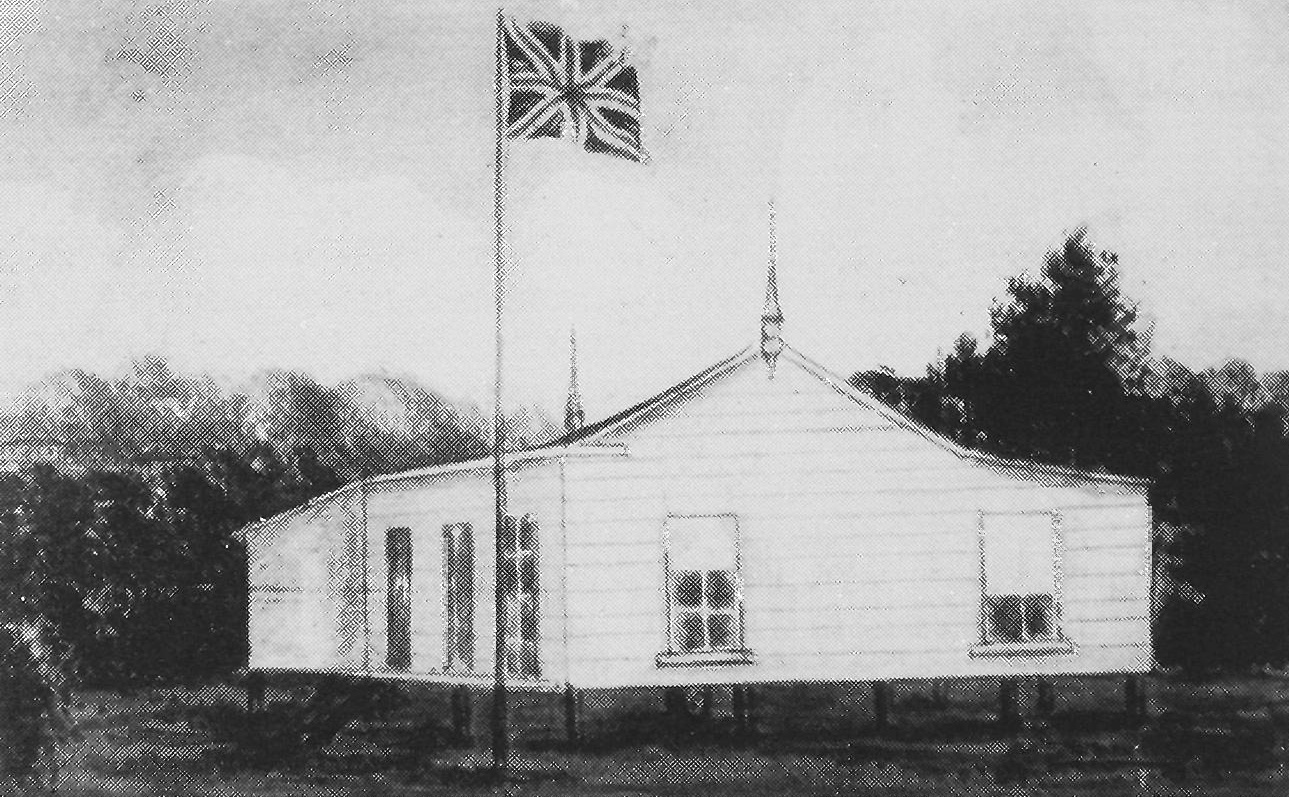
Сомерсет, 1866 год. Дом морских офицеров. Акварель Дж. А. Берджеса, мичмана английского военного судна «Salamander».

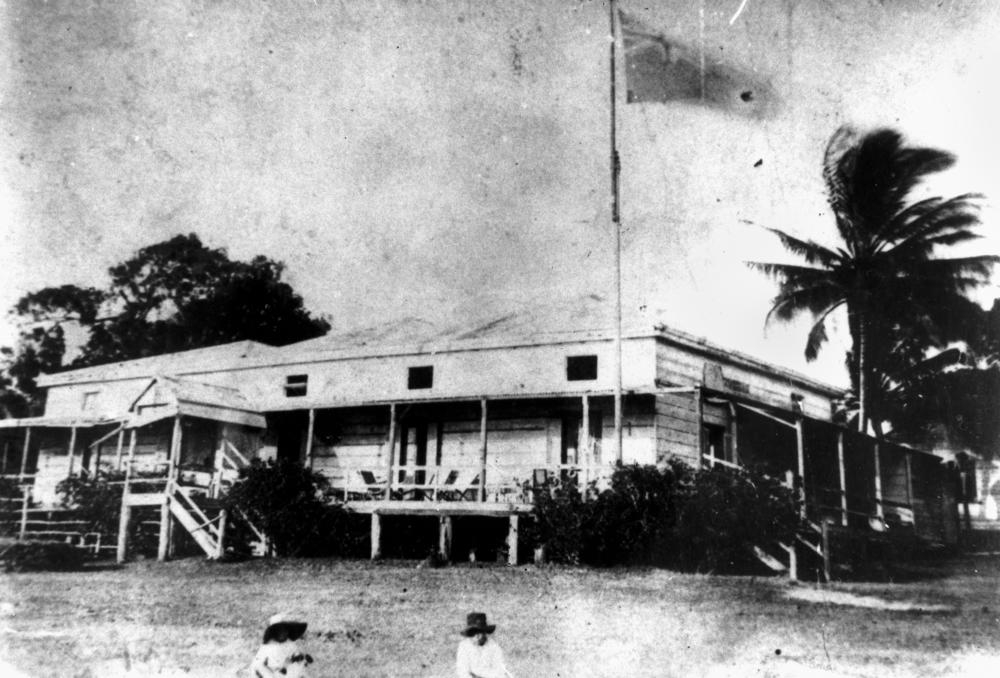
Правительственный дом Фрэнка Джардин в Сомерсете в колониальном стиле

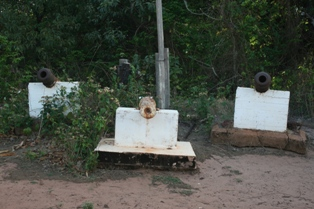
Старые пушки в Сомерсете.

В конце 1863 года гидрограф Королевского военно-морского флота капитан Джордж Ричардс после посещения Кейп-Йорк выразил сомнения в необходимости строить первое поселение на острове Олбани, который отделен от материка проливом в треть мили шириной.Это мнение было поддержано Правительством Квинсленда. Ця думка була підтримана Урядом Квінсленда.
23 февраля 1864 года Джон Джардин, магистрат полиции в Рокгемптон, был назначен комиссаром коронных земель и магистратом полиции в Сомерсете Рокгемптон. 8 июля новое поселение определено местом для проведения малых судебных заседаний (англ. Courts of Petty Sessions); губернатор Квинсленда, по рекомендации Исполнительного совета, зарезервировал часть земли на полуострове Кейп-Йорк для города Сомерсет (англ. town Somerset), установлены границы нового поселения.
25 июня зафрахтованный барк «Golden Eagle» покинул Сидней с 300 тоннами угля на борту в направлении Брисбена для встречи в Мортон-Бэй (англ. Moreton Bay) с английским военным судном «Salamander». На барк подняты гражданские пассажиры, припасы и материалы для зданий нового поселения.15 июля «Salamander» оставил Мортон -Бей и 29 июля прибыл в Порт — Олбани, а 1 августа — барк «Golden Eagle» . Ближайшие недели почти весь экипаж «Salamander» от десяти до двенадцати часов в день был занят разгрузкой «Golden Eagle» и размещением строительных материалов и припасов в Сомерсет — Бэй, пополнении угля на «Salamander» и формировании резерва морского угольного склада (англ. Naval Coal Depot) из 154 тонн угля на острове Олбани. Все корабельные плотники были заняты помощью прорабу (англ. Foreman of Works) на строительстве поселения Дж. Хэлпина возводить правительственные здания, дом Джардини на Шеридан — Пойнт, казармы для морских пехотинцев на Сомерсет — Пойнт . 30 августа «Golden Eagle» отбыл из Сомерсета на Яву, а 7 сентября — «Salamander» в Брисбен, оставив поселение:
- гражданские — магистрат полиции Джон Джардин и 3 человека (в том числе его сын Джон Роберт) землемер В. Б. Уилсон и 2 человека; прораб на строительстве Дж. Дж. Хэлпин и 1 человек;
- отряд королевской морской легкой пехоты — лейтенант Роберт Джеймс Паско (командир), сержант Моррис Гуивер, капрал Дэвид Дент и 17 рядовых;
- ассистент хирурга Королевского военно-морского флота Ричард Кэннон (на время отпуска хирурга отряда доктора Тимофея Арана, отбывший 7 сентября в Брисбен и вернулся в конце года с женой и маленькой дочкой).

Квинсленд получил в консолидированный доход за 1864 год имперский взнос в размере £ 5000 на новую деревню Сомерсет.
В апреле 1865 года в Брисбене прошел первый аукцион по продаже земельных участков в новом поселении. Выставлено 70 лотов по стартовой цене 20 фунтов за акр. Средняя цена торгов составила 193 фунта за акр, а общая сумма — 2826 фунтов. По свидетельствам источников, посещаемость аукциона была большой, а торги очень энергичными.
К концу 1865 года в Сомерсете, были построены казармы и кухня для отряда королевской морской пехоты, три двухкомнатных коттеджа для женатых мужчин отряда, помещения для офицерского состава, помещения с кухней для врача. Здания госпиталя с кухней, склад боеприпасов, магистрата полиции, лодочная станция оснащены резервуарами и прочими удобствами. Госпиталь находился в самой высокой части Сомерсета, которую видно с большого расстояния с моря.
Семья Джардин, утверждаясь на полуострове, основала первую в Кейп-Йорк станцию крупного рогатого скота — ранчо для скотоводства, производства продукции животноводства.
 Мои сыновья в настоящее время сформировали свою станцию вблизи Веллак Пойнт, на северном берегу Ньюкасл — Бэй. Они в хороших отношениях с туземцами, и их черные слуги братаются с ними, но живут по строгим правилам. Туземцы Кейп-Йорк первыми показали, что имеют дружеские чувства по отношению к ним, встретив их в двадцати милях от поселения и показав короткий путь к нему. И с тех пор они были очень полезны в транспортировке древесины для строительства хижин, складов и т. д. И я верю, что в будущем, если хорошо себя вести, они не будут раздражать нынешних поселенцев. Создание станции крупного рогатого скота в районе является большим преимуществом для поселения, выступая как форпост для обеспечения его безопасности, а также исследования земель. Кроме того, она готова вести поставки свежего мяса. Мои сыновья и их черные слуги уже имеют короткие красивые проходы через кустарники к поселению, а также через различные пояса кустарников, которые отделяют их станцию от открытых пространств; так что теперь значительное пространство может быть «охвачено» более беспрепятственно.
Оригинальный текст (англ.) My sons have at present formed their station near Point Vallack, on the north shore of Newcastle Bay, between two or three miles from the settlement of Somerset. They are on good terms with the natives, and their black servants fraternise with them, but are kept under strict rule. The natives of Cape York from the first have shown a friendly feeling towards them, having, on their first arrival, met them about twenty miles from the settlement, and shown them the nearest way to it, and they have since been very useful in carrying timber to build huts, stockyards, etc., etc; and I believe that for the future, if well treated, they will offer no annoyance to the present settlers. The establishment of a cattle station in the neighborhood is of great advantage to the settlement, serving as an outpost to secure its safety, and in opening up the country, besides affording a ready supply of fresh meat. Already my sons and their blacks have cut good passages through the scrub to the settlement, and also through the various belts of scrub dividing their station from open grounds; so that now a large extent of country can be ‘ridden’ over without obstruction.
— Доклад Джона Джардини Колониальному секретарю Квинсленда 
В надежде захватить торговлю с островами Торресова пролива, а затем и с Новой Гвинеей, в 1865 году Сомерсет провозглашен правительством Квинсленда «свободным портом». Это стало началом, так называемой идеи «второго Сингапура». Правительственные планы и плодотворный труд землемера Уилсона привели к тому, что в апреле и мае 1866 года 109 участков города были проданы на открытых аукционах в Брисбене. Покупателями выступили различные торговцы, строители, руководители банков, голландский консул и другие «оптимисты».
В июле 1867 года с Сомерсета были отозваны морские пехотинцы в связи с сокращением расходов Британским Правительством и принятием самоуправления колоний, которые теперь должны были платить за свою защиту сами. Их отъезд оставил поселения очень плохо укомплектованным, оно насчитывало небольшое количество белых людей. На должность Джона Джардини был назначен капитан Симпсон, а морские пехотинцы заменены отрядом «городской полиции», инспектором и шестью вспомогательными лицами. Позже, по просьбе Фрэнка Джардин, Правительство Квинсленда заменило неэффективный отряд белой полиции на отряд туземной полиции и многочисленную «водную полицию».

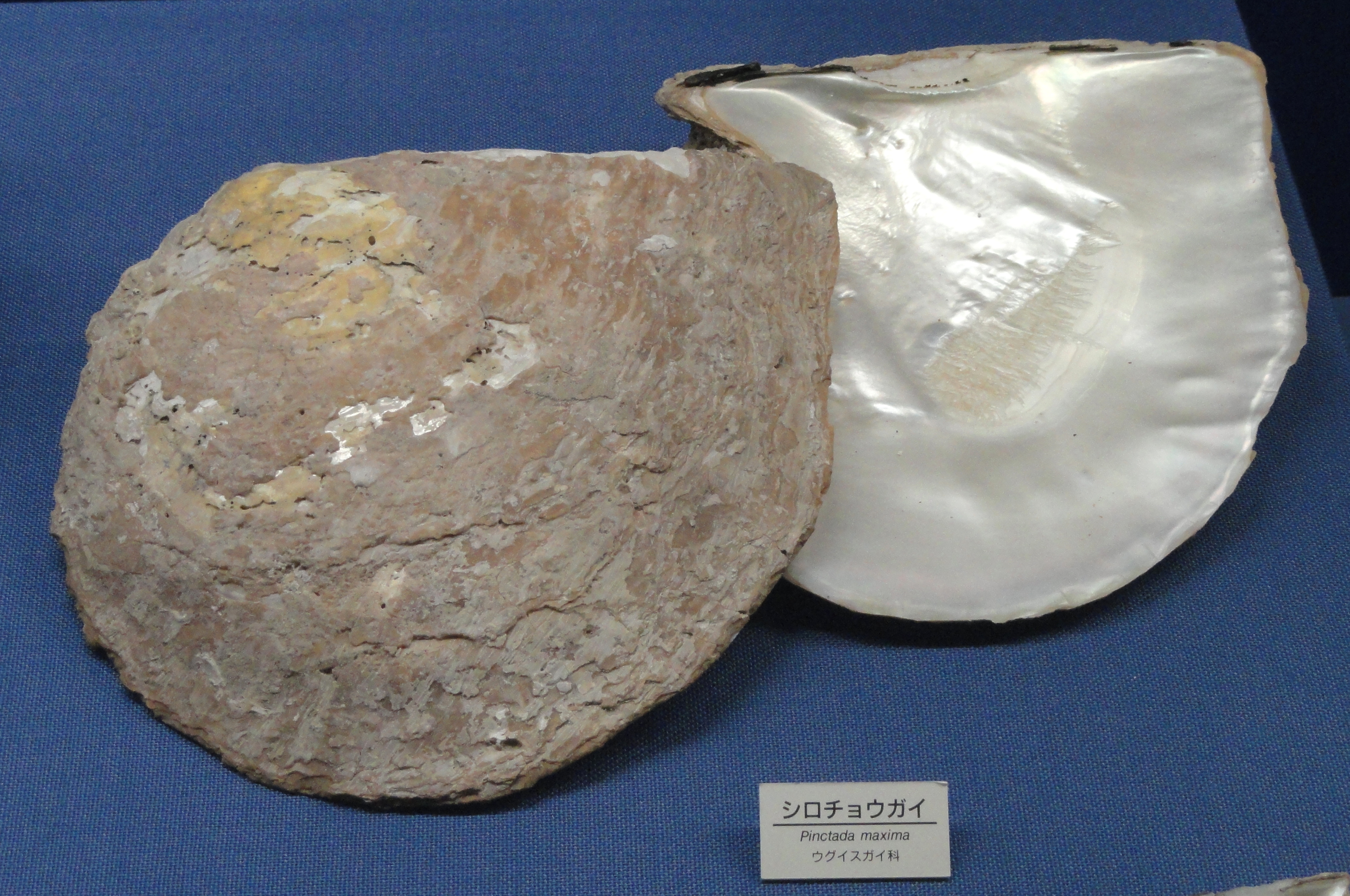
Жемчужные раковины (Pinctada maxima).

В 1870 году Сомерсет удачно проявил себя как гавань-убежище для лиц, потерпевших кораблекрушение. По официальным данным в промежутке между 1866 и 1875 годами в Торресовом проливе затонуло 14 судов, из которых спаслось 85 человек. Все они находились в Сомерсете в ожидании судна, которое доставило бы их к месту назначения.
В 1870 года в Торресовом проливе появился новый прибыльный морской промысел — добыча жемчужных раковин (Pinctada maxima), которые в викторианскую эпоху были известны как « мать жемчуга». Сам же жемчуг встречался не часто и был небольшого размера. Добыча велась на рифах и островах Торресова пролива в области мыса Йорк до южного побережья Новой Гвинеи.
16 февраля 1872 английский военный шлюп «Basilisk» под командованием капитана Джона Морсби стал на якоре в Сомерсет-Бэй:
 Сейчас здесь есть только шесть белых поселенцев — правительственный магистрат полиции и его лодочная команда, другие пятнадцать или двадцать человек, проживающих здесь, — родные солдат и добытчиков жемчужных раковин, большинство деревянных домов чахнет от разрушения белыми муравьями. Сады, выращиваемые морскими пехотинцами, уже одичали, и лишь небольшие вырубки возле населенных деревянных домов сами по себе свободны от первоначального леса или кустарника.
Оригинальный текст (англ.) There are but six white settlers here now, — the Government police magistrate, and his boat's crew; the other fifteen or twenty men resident here are native troopers and pearl-shell divers; and most of the wooden houses are falling into decay from the ravages of the white ant. The gardens cultivated by the marines have now grown wild, and the small cleared spaces before the inhabited wooden houses, alone are free from primeval forest or bush.
—  Описание Сомерсета капитаном Морсби
В 1872 году Правительство Великобритании распространило юрисдикцию Квинсленда на все острова Торресова пролива в 60 милях от побережья. Встал вопрос переноса стратегического форпоста с Сомерсета ближе к основным морским путям для качественного администрирования и защиты новых территорий, дальнейшего исследования Новой Гвинеи.
В течение января — февраля 1873 года в Сиднее прошла межколониальная конференция:
Было решено на конференции, что колонии должны способствовать поддержке Сомерсета в пропорции к их тоннажу, которые проходят через Торресов пролив; было сделано заявление к имперскому правительству продолжать своё нынешнее пожертвование, указанному поселению; Квинсленд обязан покрывать треть от общих расходов.
Оригинальный текст (англ.)It was decided by the Conference that the various colonies should contribute to the maintenance of Somerset, in proportion to their tonnage passing through Torres Straits , and that an application be made to the Imperial Government to continue their present subscription to the said settlement, Queensland undertaking to defray one-third of the total cost.
—  Отчет о ходе проведения межколониальной конференции 
В мае 1875 года местность на юго-западе острова Терсди признана лучшим местом для создания нового поселения в Торресовом проливе и возможного переноса поселения с Кейп-Йорк. Поселение на острове было удалено всего лишь на несколько миль от основных путей торговых судов на севере Австралии и обеспечивало высокий уровень укрытия якорной стоянки, не осложненных к тому же вихрями, как в Сомерсете.
В 1877 году на острове Терсди Правительством Квинсленда создан административный центр островов Торресова пролива. Правительственные административные учреждения переведены на Терсди вместе со зданиями, которые находились в подвижном состоянии. Остальные здания были проданы Фрэнку Джардини за символическую сумму. Это привело к окончательной потере Сомерсета роли остановочного пункта на австралийских северных морских путях и его запустение.

## Администрация
Представитель правительства, комиссар коронных земель, магистрат полиции (англ. Government Resident, Commissioner of Crown Lands, Police Magistrate) (англ. Government Resident, Commissioner of Crown Lands, Police Magistrate):
- Джон Джардин (отец) (англ. John Jardine, 1807—1874), эсквайр.

23 февраля 1864 — декабрь 1865 года. С 8 июля 1864 дополнительно назначается дистрикт-регистратором.
- Генри Джордж Симпсон (англ. Henry George Simpson, 18? — 1884), эсквайр, коммандер (командор) Королевского военно-морского флота (англ. Commander Royal Navy).

1 января 1866 — 28 января 1868. С 1 февраля 1866 года дополнительно занимает должности дистрикт-регистратора, секретаря малых судебных заседаний, капитана порта и морского инспектора, а с 9 марта — таможенника.
- Фрэнсис (Фрэнк) Ласселс Джардин (англ. англ. Francis Lascelles ( Frank ) Jardine , 1841—1919), эсквайр.

28 января 1868 — 1 августа 1869. Одновременно назначен на должность инспектора полиции. С 21 августа 1868 года дополнительно занимает должности секретаря малых судебных заседаний, почтмейстера и дистрикт — регистратора.
30 сентября 1870 — 16 октября 1873 . Одновременно назначен на должность инспектора по доставке. С 20 марта 1872 дополнительно занимает должность мирового судьи (англ. Justice of the Peace) . С 13 марта 1873 года дополнительно занимает должность инспектора по найму и увольнению моряков торгового флота (англ. Shipping Master), а также таможенника, чтобы дать ему возможность предоставлять лицензии на лодки в торговых целях.
- Генри Марджорибенкс Честер (англ. Henry Marjoribanks Chester, 1832—1914), эсквайр.

1 августа 1869 — 22 августа 1870. Дополнительно занимал различные должности — дистрикт — регистратор, секретарь малых судебных заседаний, почтмейстер, метеорологический наблюдатель и инспектор по доставке (с 18 марта 1870 года).
1 октября 1875 — 23 июля 1877. Одновременно назначен на должности таможенника, капитана порта, инспектора по найму и увольнению моряков торгового флота, инспектора по доставке, а с 30 сентября — дистрикт — регистратора. Стал первым магистратом полиции на Терсди после переноса правительственного поселения с Сомерсета на остров.
- Чарльз Эдвард Бедди (англ. Charles Edward Beddome, 1838—1898), эсквайр.

16 октября 1873 — 1 мая 1874 года. С 21 ноября 1873 года дополнительно занимает должность дистрикт-регистратора.
- Джордж Август Фредерик Элфинстон Далримпл (англ. George Augustus Frederick Elphinstone Dalrymple, 1826—1876).

1 мая — 4 сентября 1874. С 28 мая 1874 дополнительно занимает должность таможенника, капитана порта, инспектора по найму и увольнению моряков торгового флота, инспектора по доставке, а с 1 июля — дистрикт-регистратора. Недолго пробыл на должности из-за лихорадки и инсульта.
- Кристофер Дойли Хэй Аплин (англ. Christopher D'Oyley Hay Aplin, 1819—1875), эсквайр.

4 сентября 1874 — 1 октября 1875. С 16 сентября 1874 года дополнительно занимает должность таможенника, капитана порта, инспектора по найму и увольнению моряков торгового флота, инспектора по доставке, а с 24 сентября — дистрикт-регистратора.

## Метеорологические наблюдения
С первых дней от основания поселения доктором Т. Гараном проводились метеорологические наблюдения за температурой воздуха в тени и на солнце, влажностью, атмосферным давлением, осадками и направлением ветра. Обработанные метеорологические таблицы, содержащие сводные наблюдения за несколько месяцев, периодически направлялись в офис губернатора Квинсленда.
Сводные наблюдения метеорологической станции (высота над средним уровнем поверхности океана 150 футов или около 46 м; побережья океана) за 1869 и 1875 годы, проведенные в соответствии Генри Честером и Кристофером Аплиним, напечатанные в правительственной газете Квинсленда «Queensland government gazette»:

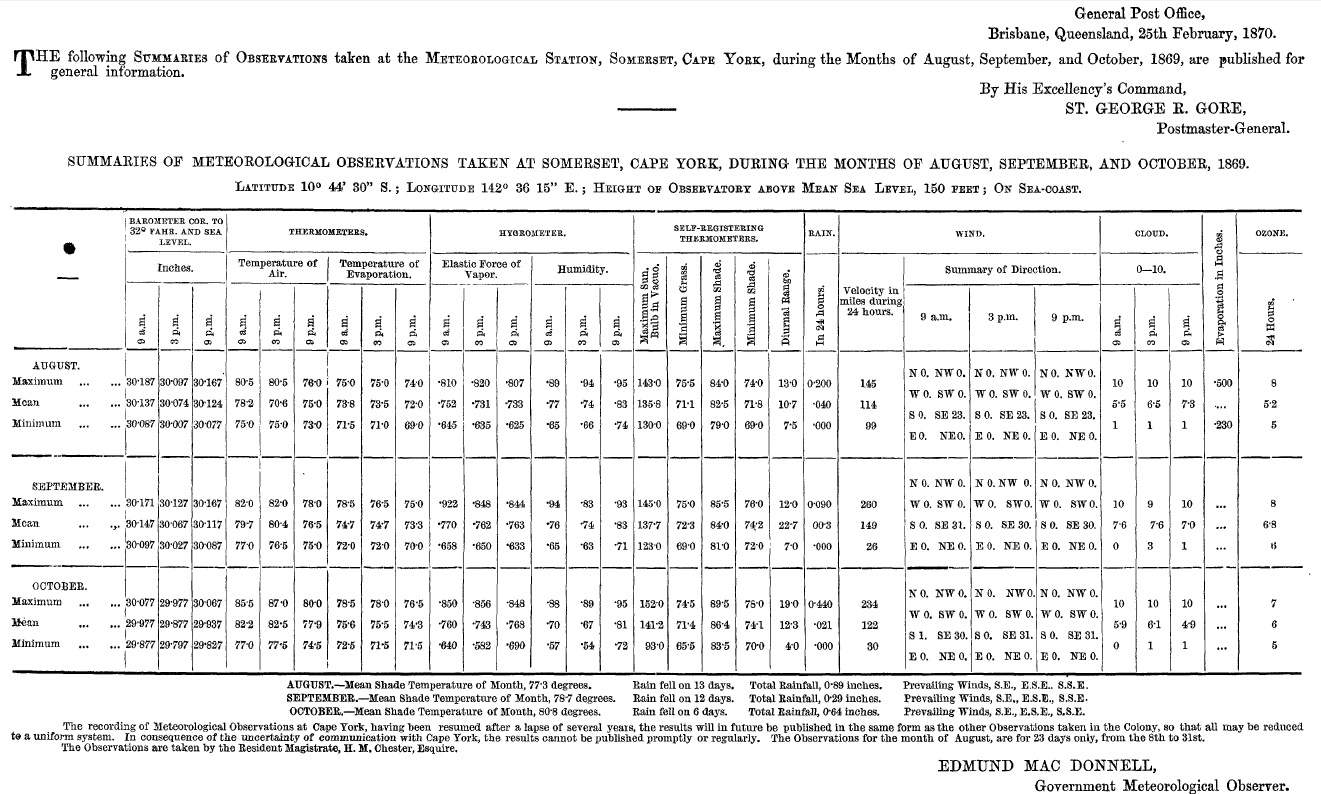
Август-октябрь 1869 года.
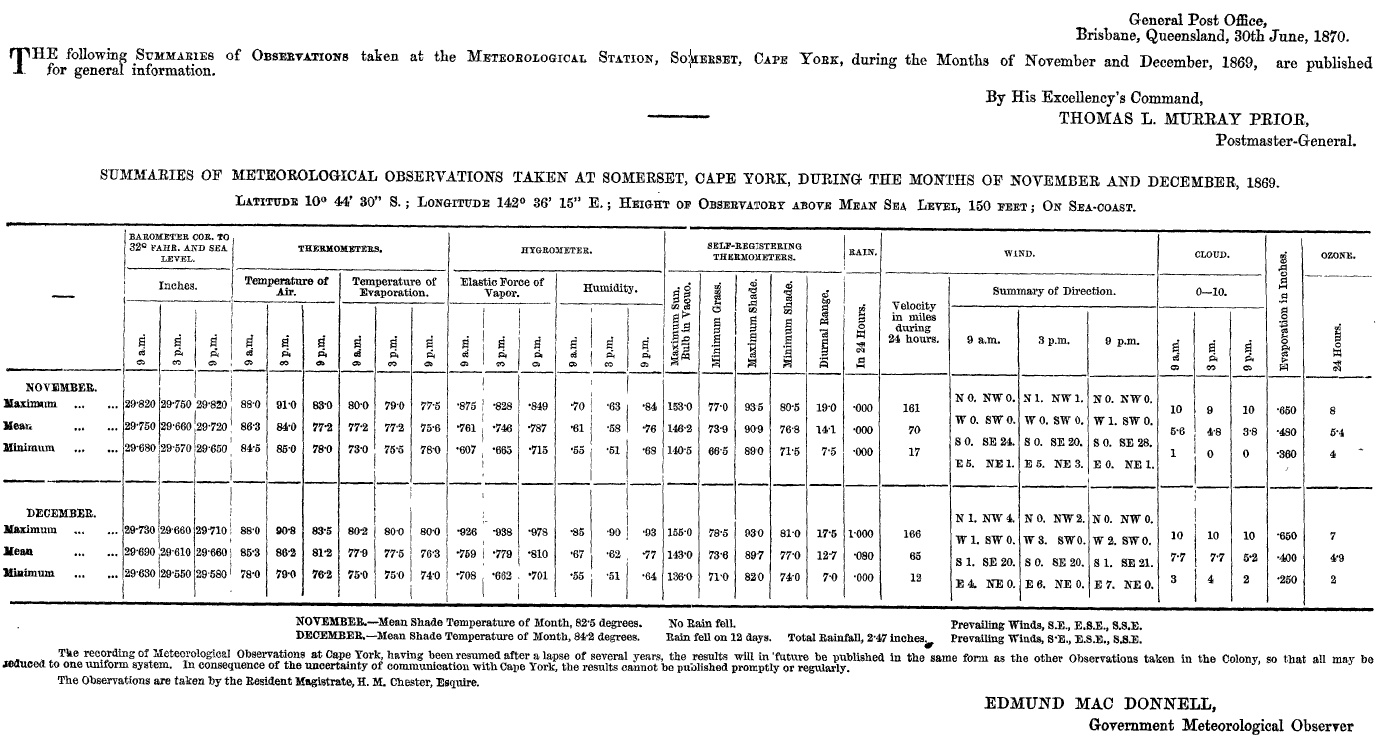
Ноябрь-декабрь 1869 года.
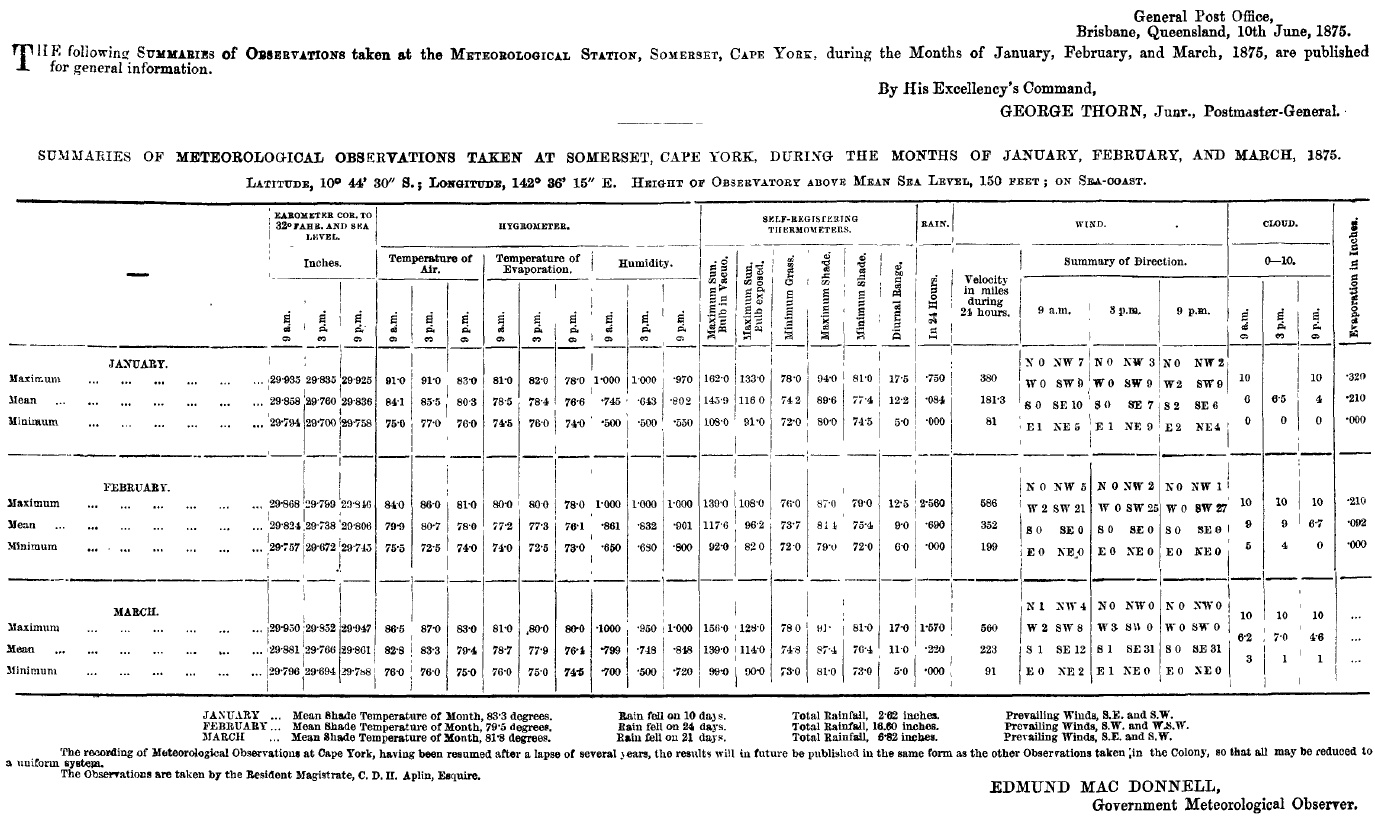
Ноябрь-декабрь 1869 года.